# 山室氏
山室氏 (やまむろし) は上総国山辺郡に勢力を持った一族。

## 歴史
祖先は不詳。鎮西八郎為朝の子孫と伝わるが、真偽は不明。また、戦国時代以前の動向も不明。

### 戦国時代
戦国時代、山室氏は千葉氏に従って勢力を維持した。山室氏の活躍が知られるようになるのは山室常隆の代からである。常隆は天文元年(1532年)、飯櫃城を築きそれまでの山室城から拠点を移し、以後、千葉氏配下の飯櫃城主として勢威を振るった。弘治元年(1555年)または天正13年(1585年)に多古城主牛尾胤仲と争いこれを滅ぼした。最盛期には芝山を中心に大台城主の井田胤徳や山中城主の和田伊賀守らを従えて5万石を領した。
一方、永禄3年(1560年)以降、長尾景虎(後の上杉謙信)と北条氏康による戦いが断続的に起こり、山室氏も主家の千葉氏と共に巻き込まれた。山室氏は千葉氏と同じく当初長尾(上杉)方についていたが北条方に離反した。

### 没落
天正18年(1590年)、豊臣秀吉と北条氏政、氏直親子の関係悪化により小田原征伐が起こった。当時の飯櫃城主山室光勝(常隆の孫もしくは曽孫)は北条方として飯櫃城に籠もった。光勝は北条氏が降伏したあともなお抵抗し、一族や周辺の北条方勢力を糾合して征伐軍を迎え撃った。光勝らは寄せ手の保科忠直、正光、正之らに対して奮闘したがついに飯櫃城は落城し敗北した。光勝は家老の怒賀入道の活躍により城を脱出したものの追手に見つかりついに自害した。これにより飯櫃城主山室氏は滅亡した。
しかし、山室家の血筋は光勝の嫡男光慶が生き残り、その子孫が現在も続いているという。

## 系譜
鎮西八郎為朝…(不明)…某ー常隆ー氏勝ー(勝信？)ー光勝ー光慶ー某
※参考:『武家家伝』